# Velká cena Intervize 1977

Účast v soutěži:
Země, které se zúčastnily v roce 1977

Velká cena Intervize 1977 byl pátý ročník mezinárodní hudební soutěže Intervize. Pořádala se v Lesní opeře v Sopotech v Polsku od 24. do 27. srpna 1977.

## Zúčastněné země
Soutěže se zúčastnilo jedenáct zemí s celkem dvaceti osmi písněmi. Země totiž mohly do soutěže přihlásit až dva zástupce, přičemž jeden z nich pak mohl zazpívat dvě písně, jednu soutěžní a jednu mimo soutěž. To bylo rozdílné oproti původní Eurovizi, kdy každou zemi mohl reprezentovat právě jeden zástupce s právě jednou písní – pouze v prvním ročníku z roku 1956 mohli mít dvě písně.
| Pořadí | Země             | Jazyk            | Interpret                        | Píseň                                                            | Body | Místo |
| ------ | ---------------- | ---------------- | -------------------------------- | ---------------------------------------------------------------- | ---- | ----- |
| 01     | Maďarsko         | Maďarština       | Kati és a Kerek Perec            | Egy dal neked (Píseň pro tebe)                                   | 20   | 14    |
| 01     | Maďarsko         | Maďarština       | Kati és a Kerek Perec            | Hinta (Houpačka)                                                 | 20   | 14    |
| 02     | Sovětský svaz    | Ruština          | Roza Rymbajeva (Роза Рымбаева)   | Озарение (Osvícení)                                              | 38   | 6     |
| 02     | Sovětský svaz    | Ruština          | Roza Rymbajeva (Роза Рымбаева)   | Табуны (Stáda)                                                   | 38   | 6     |
| 03     | Bulharsko        | Bulharština      | Biser Kirov (Бисер Киров)        | В моя сън (V mém snu)                                            | 23   | 12    |
| 03     | Bulharsko        | Bulharština      | Biser Kirov (Бисер Киров)        | В края на лятото (Na konci léta)                                 | 23   | 12    |
| 04     | Kuba             | Španělština      | Farah Maria                      | El Recuerdo de Aquel Largo Viaje (Vzpomínka na tu dlouhou cestu) | 150  | 2     |
| 04     | Kuba             | Španělština      | Farah Maria                      | Un cuento (Pohádka)                                              | 150  | 2     |
| 05     | Maďarsko         | Maďarština       | Kati Kovács                      | Elégia (Elegie)                                                  | 8    | 16    |
| 05     | Maďarsko         | Maďarština       | Kati Kovács                      | Ha legközelebb látlak (Až tě příště uvidím)                      | 8    | 16    |
| 06     | Španělsko        | Španělština      | Nubes Grises                     | Marinero (Námořník)                                              | 5    | 19    |
| 06     | Španělsko        | Španělština      | Nubes Grises                     | Nace el sentimiento (Rodí se cit)                                | 5    | 19    |
| 07     | Československo   | Čeština          | Helena Vondráčková               | Lásko má, já stůňu                                               | 174  | 1     |
| 07     | Československo   | Čeština          | Helena Vondráčková               | Malovaný džbánku                                                 | 174  | 1     |
| 08     | Bulharsko        | Bulharština      | Lili Ivanova (Лили Петрова)      | Хризантеми (Chryzantémy)                                         | 112  | 4     |
| 09     | Československo   | Čeština          | Jiří Korn                        | Jak se člověk mýlí                                               | 22   | 13    |
| 10     | Finsko           | Finština         | Kirka                            | Neidonryöstö (Únos nevěsty)                                      | 18   | 15    |
| 11     | Španělsko        | Španělština      | José Vélez                       | Romántica (Romantika)                                            | 4    | 20    |
| 12     | Jugoslávie       | Srbochorvatština | Oliver Dragojević                | Majko, da li znaš (Mámo, víš to?)                                | 31   | 8     |
| 13     | Kuba             | Španělština      | Louis Pedro Ferrer               | Son de la suerte esdrújula (Jaký šťastný proparoxyton)           | 36   | 7     |
| 14     | Východní Německo | Němčina          | Frank Schöbel                    | Über die Dame (O dámě)                                           | 39   | 5     |
| 15     | Východní Německo | Němčina          | Kreis                            | Doch ich wollt es wißen (Přeci jen to chci vědět)                | 25   | 10    |
| 16     | Polsko           | Polština         | Maryla Rodowicz                  | Kolorowe jarmarki (Pestrobarevné jarmarky)                       | 24   | 11    |
| 17     | Polsko           | Polština         | Czerwone Gitary                  | Nie spoczniemy (Nebudeme odpočívat)                              | 126  | 3     |
| 18     | Rumunsko         | Rumunština       | Olimpia Panciu a Marius Țeicu    | Niciodată nu e prea târziu (Nikdy není příliš pozdě)             | 27   | 9     |
| 19     | Rumunsko         | Rumunština       | Angela Similea                   | Nici tu, nici eu (Ani ty, ani já)                                | 7    | 18    |
| 20     | Sovětský svaz    | Latina           | Vladimir Migula a Roza Rymbajeva | Ave Maria (Zdrávas Mária)                                        | 24   | 11    |
| 20     | Sovětský svaz    | Ruština          | Vladimir Migula a Roza Rymbajeva | Победа жить (Vítězství žije)                                     | 24   | 11    |

## Hlasování
| Hlasy jednotlivých států | Hlasy jednotlivých států            | Hlasy jednotlivých států | Hlasy jednotlivých států | Hlasy jednotlivých států | Hlasy jednotlivých států | Hlasy jednotlivých států | Hlasy jednotlivých států | Hlasy jednotlivých států | Hlasy jednotlivých států | Hlasy jednotlivých států | Hlasy jednotlivých států | Hlasy jednotlivých států | Hlasy jednotlivých států | Hlasy jednotlivých států | Hlasy jednotlivých států | Hlasy jednotlivých států | Hlasy jednotlivých států |
|                          | Hlasující státy:                    | Celkem                   | Polsko                   | Rumunsko                 | Bulharsko                | Maďarsko                 | Československo           | Sovětský svaz            | Finsko                   | Řecko                    | Kuba                     | Východní Německo         | Nizozemsko               | Spojené království       | Portugalsko              | Turecko                  | Španělsko                |
| ------------------------ | ----------------------------------- | ------------------------ | ------------------------ | ------------------------ | ------------------------ | ------------------------ | ------------------------ | ------------------------ | ------------------------ | ------------------------ | ------------------------ | ------------------------ | ------------------------ | ------------------------ | ------------------------ | ------------------------ | ------------------------ |
| Vystupující státy:       | Maďarsko (Kati és a Kerek Perec)    | 20                       | –                        | 3                        | –                        | 12                       | 5                        | –                        | –                        | –                        | –                        | –                        | –                        | –                        | –                        | –                        | –                        |
| Vystupující státy:       | Sovětský svaz (Roza Rymbajeva)      | 38                       | 6                        | 1                        | 3                        | 2                        | –                        | 12                       | 5                        | –                        | –                        | –                        | –                        | 3                        | 2                        | 3                        | 1                        |
| Vystupující státy:       | Bulharsko (Biser Kirov)             | 23                       | –                        | 5                        | 6                        | –                        | –                        | –                        | –                        | 6                        | –                        | 6                        | –                        | –                        | –                        | 6                        | –                        |
| Vystupující státy:       | Kuba (Farah Maria)                  | 150                      | 8                        | 8                        | 8                        | 8                        | 10                       | 8                        | 8                        | 10                       | 12                       | 8                        | 10                       | 10                       | 10                       | 10                       | 10                       |
| Vystupující státy:       | Maďarsko (Kati Kovács)              | 8                        | –                        | 2                        | 0                        | –                        | 4                        | 2                        | 0                        | –                        | –                        | –                        | –                        | –                        | –                        | –                        | –                        |
| Vystupující státy:       | Španělsko (Nubes Grises)            | 5                        | –                        | 0                        | –                        | 0                        | –                        | 0                        | –                        | –                        | 5                        | –                        | –                        | –                        | –                        | –                        | –                        |
| Vystupující státy:       | Československo (Helena Vondráčková) | 174                      | 10                       | 10                       | 10                       | 10                       | 12                       | 10                       | 10                       | 12                       | 10                       | 10                       | 12                       | 12                       | 12                       | 12                       | 12                       |
| Vystupující státy:       | Bulharsko (Lili Ivanova)            | 112                      | 7                        | 6                        | 12                       | 6                        | 7                        | 6                        | 6                        | 7                        | 7                        | 6                        | 7                        | 7                        | 7                        | 7                        | 7                        |
| Vystupující státy:       | Československo (Jiří Korn)          | 22                       | 4                        | –                        | –                        | 3                        | 6                        | –                        | –                        | –                        | –                        | 2                        | 3                        | 1                        | –                        | –                        | –                        |
| Vystupující státy:       | Finsko (Kirka)                      | 18                       | –                        | –                        | –                        | –                        | –                        | –                        | 12                       | 3                        | –                        | 2                        | 4                        | –                        | –                        | –                        | –                        |
| Vystupující státy:       | Španělsko (José Vélez)              | 4                        | –                        | –                        | –                        | –                        | –                        | –                        | –                        | –                        | 4                        | –                        | –                        | –                        | –                        | –                        | –                        |
| Vystupující státy:       | Jugoslávie (Oliver Dragojević)      | 31                       | –                        | 4                        | 5                        | 4                        | –                        | –                        | –                        | 5                        | 3                        | –                        | –                        | –                        | 5                        | –                        | 5                        |
| Vystupující státy:       | Kuba (Louis Pedro Ferrer)           | 36                       | –                        | –                        | –                        | –                        | –                        | –                        | –                        | 2                        | –                        | 1                        | –                        | –                        | –                        | –                        | 6                        |
| Vystupující státy:       | Východní Německo (Frank Schöbel)    | 39                       | 3                        | –                        | –                        | –                        | 3                        | –                        | 2                        | –                        | –                        | 12                       | 6                        | –                        | –                        | –                        | 3                        |
| Vystupující státy:       | Východní Německo (Kreis)            | 25                       | 2                        | –                        | –                        | –                        | 2                        | –                        | 1                        | –                        | –                        | 5                        | 5                        | –                        | –                        | –                        | 2                        |
| Vystupující státy:       | Polsko (Maryla Rodowicz)            | 24                       | 1                        | –                        | 1                        | –                        | 1                        | –                        | 3                        | –                        | 1                        | 4                        | 2                        | 1                        | –                        | 1                        | 4                        |
| Vystupující státy:       | Polsko (Czerwone Gitary)            | 126                      | 12                       | 7                        | 7                        | 7                        | 8                        | 7                        | 7                        | 8                        | 8                        | 7                        | 8                        | 8                        | 8                        | 8                        | 8                        |
| Vystupující státy:       | Rumunsko (Olimpia Panciu)           | 27                       | –                        | 12                       | 4                        | 5                        | –                        | 1                        | –                        | –                        | –                        | –                        | –                        | –                        | 4                        | 5                        | –                        |
| Vystupující státy:       | Rumunsko (Angela Similea)           | 7                        | –                        | –                        | –                        | –                        | –                        | –                        | –                        | –                        | –                        | –                        | –                        | –                        | 3                        | 4                        | –                        |
| Vystupující státy:       | Sovětský svaz (Vladimír Migula)     | 24                       | –                        | –                        | 2                        | 1                        | –                        | 5                        | 4                        | –                        | –                        | –                        | –                        | –                        | 1                        | 2                        | –                        |